# Ahí está el detalle
Ahí está el detalle és una pel·lícula de comèdia mexicana de 1940 dirigida per Juan Bustillo Oro i protagonitzada per Cantinflas, Joaquín Pardavé, Sara García, Sofía Álvarez i Dolores Camarillo. La primera pel·lícula en la carrera de Cantinflas en la qual va tenir el paper principal, és considerada una dels seus millors pels crítics de cinema mexicans, així com una de les millors pel·lícules del cinema mexicà.

## Argument
Cantinflas (Cantinflas) va a casa de la seva núvia, Paz (Dolores Camarillo) que treballa com a serventa en una mansió, a sopar gratuïtament, com ho ha fet durant molt de temps. Mentre espera, un altre home també arriba per a entrar a la casa, i deixa caure la seva cartera en el procés, que Cantinflas recull quan entra a la casa. Després d'entrar, no obstant això, Cantinflas aquesta vegada ha de guanyar-se el sopar: Paz li demana que mat al gos de la família, que està malalt de ràbia. En veure la seva vacil·lació, Paz es manté ferma: si no mata al gos, no pot menjar. Cantinflas està nerviós per la idea, però finalment mata al gos amb una pistola.
L'amo de la casa, Cayetano Lastre (Joaquín Pardavé), sospita de la infidelitat de la seva dona, Dolores del Paso (Sofía Álvarez), i prepara una inesperada arribada a la seva casa, amb policies com a testimonis, per poder divorciar-se. Durant l'absència del marit, Dolores deixa entrar a la casa a l'individu que ha estat rondant l'exterior: el seu ex-xicot de joventut, Bobby Lechuga, un estafador que planeja fer-la xantatge a canvi de no mostrar unes cartes sense data al seu marit que li facin creure de la seva infidelitat. Dolores vol recuperar les cartes, però el xantatgista no es conforma amb diners per fer-ho, buscant renovar la seva relació amb ella. Quan pugen a la recambra, arriba Cayetano, en companyia de la policia. Al mateix temps, la serventa s'espanta per la sobtada arribada de l'amo de la casa, i amaga a Cantinflas en un armari. Cayetano i la policia descobreixen Cantinflas amagat en l'armari, però Dolores fa creure al seu marit que Cantinflas és Leonardo del Paso, el germà perdut d'ella. Atès que el seu sogre (el pare de Dolores i Leonardo) necessitava la presència de tots els hereus per a llegir i distribuir la seva herència, Cayetano (que té problemes de negocis últimament) comença a tractar a Cantinflas com un rei per a guanyar-se la seva confiança i beneficiar-se de l'herència del seu sogre. Cantinflas aprofita la situació.
Després d'haver adoptat a Cantinflas com a cunyat, Cayetano publica un anunci al periòdic per reunir els hereus i començar el repartiment de la fortuna del seu sogre. Aquest anunci fa que la concubina de Leonardo, Clotilde Regalado (Sara García) arribi a la casa de Cayetano amb tots els seus fills, sense importar-li que el suposat Leonardo del Paso no sigui el veritable. Al saber de la situació civil irregular de Leonardo i la seva dona, Cayetano pretén casar-los, però Cantinflas se salva per l'arribada de la policia, que es disposa a arrestar-lo perquè, en confondre’l amb Leonardo, se’l busca per l'assassinat de Bobby. La confusió sorgeix quan Cantinflas admet haver matat a «Bobby» (el gos, no el gàngster), exacerbat pel fet que la cartera de Bobby (que Cantinflas va recollir al principi) és trobada entre les seves pertinences, per la qual cosa és arrestat i jutjat.
En una seqüència prolongada s la cort, Cantinflas novament confessa haver matat a «Bobby», el gos rabiós, però com gairebé tots en la cort el veuen com Leonardo descaradament confessant l'assassinat de Bobby l'estafador, inevitablement se'l troba culpable i és condemnat a la pena de mort. Al final, s'aclareix tot l'assumpte quan apareix entre el públic assistent Leonardo del Paso, el veritable germà de Dolores, i explica sobre el xantatge de Bobby i que ell va matar a l'extorsionador en defensa pròpia. Cantinflas és completament absolt i torna a les seves velles entremaliadures, esperant fora de la mansió de Cayetano per la xiulada de Paz a l'hora del sopar per a després entrar a la cuina a menjar.

## Repartiment
- Cantinflas com Cantinflas.
- Joaquín Pardavé com Cayetano Lastre.
- Sara García com Clotilde Regalado.
- Sofía Álvarez com Dolores del Paso de Lastre.
- Dolores Camarillo com Paz.
- Manolo Noriega com Jutge
- Antonio R. Frausto com Advocat defensor.
- Agustín Isunza como Fiscal.
- Antonio Bravo com Bobby Lechuga, el Fox Terrier.
- Francisco Jambrina com Leonardo del Paso.
- Joaquín Coss com Magistrat.
- Eduardo Arozamena com Jutge sord.
- Rafael Icardo com Comissari.
- Alfredo Varela com Escribano
- Ángel T. Sala comInspector.
- Conchita Gentil Arcos com Loretito.
- Shilinsky com Assistent del jutge sord
- Wilfrido Moreno
- Adolfo Bernáldez com Membre del jurat.
- Narciso Busquets com Poncho, fill de Leonardo no acreditat).
- Enrique Carrillo com a Policia (no acreditat).
- Fernando Curiel com a Periodista (no acreditat).
- Leonor Gómez com a Espectadora del judici (no acreditada).
- Max Langler com a Policia (no acreditat).

## Producció
La pel·lícula es va completar en només tres setmanes, amb els únics problemes sent derivats de la improvisació de Cantinflas sobre el que ell considerava un guió mal escrit. Cantinflas va canviar el sentit de l'humor convencional del director Juan Bustillo Oro en presentar-se tant lingüísticament com en la seva aparença com un home de la gent comuna, en lloc d'usar espanyol d'alta societat. L'última escena de la pel·lícula es basa en fets reals relacionats amb el judici del criminal mexicà Álvaro Chapa en 1925, que va inspirar la manera de parlar de Cantinflas en aquesta pel·lícula, també coneguda com «cantinfleada».

## Premis
La pel·lícula ocupa el lloc número 10 en la llista de les 100 millors pel·lícules del cinema mexicà, publicada per la revista Som, al juliol de 1994.

## Adaptacions
En 1950, la pel·lícula va tenir una nova versió com Vivillo desde chiquillo.